# Already Free
Albums de The Derek Trucks Band
Songlines
(2006)
Already Free  (2009) est le 6e album du groupe de rock américain, The Derek Trucks Band. Il a reçu le grammy Award du meilleur album de blues contemporain lors de la 52e cérémonie des Grammy Awards.
L'album comprend des reprises de chansons, de Bob Dylan (Down in the flood), Paul Pena (Something to make you happy) et Big Maybelle (I know), et des compositions du groupe et de Doyle Bromhall II.
Il a atteint la 19e place au Billboard, avec une première place comme album de Blues.

## Liste des titres
| No  | Titre                                       | Auteur                    | Durée |
| --- | ------------------------------------------- | ------------------------- | ----- |
| 1.  | Down in the Flood                           | Dylan                     | 5:02  |
| 2.  | Something to Make You Happy                 | Pena                      | 5:01  |
| 3.  | Maybe This Time (feat. Doyle Bramhall II)   | Trucks/Bramhall           | 5:03  |
| 4.  | Sweet Inspiration                           | Oldham/Penn               | 4:38  |
| 5.  | Don't Miss Me                               | Trucks/Mattison           | 4:16  |
| 6.  | Get What You Deserve                        | Trucks/Mattison/Bramhall  | 3:33  |
| 7.  | Our Love (feat. Doyle Bramhall II)          | Bramhall/Trucks           | 5:18  |
| 8.  | Down Don't Bother Me                        | Mattison/Trucks           | 5:07  |
| 9.  | Days Is Almost Gone                         | Burbridge/Trucks/Mattison | 5:13  |
| 10. | Back Where I Started (feat. Susan Tedeschi) | Trucks/Haynes             | 4:20  |
| 11. | I Know                                      | Smith/Taylor              | 4:40  |
| 12. | Already Free                                | Trucks/Mattison           | 2:46  |

## Musiciens

### The Derek Trucks Band
- Derek Trucks – guitare
- Kofi Burbridge – claviers, flûte et chant
- Todd Smallie – basse et chant
- Yonrico Scott – batterie, percussions et chant
- Mike Mattison – guitare, chant
- Count M'Butu – percussions

### Autres
- Susan Tedeschi - chant
- Doyle Bramhall II - guitare
- Otel Burbridge - basse
- Paul Garrett - trompette
- Tyler Greenwell - percussions, batterie
- Mace Hibbard - sax ténor
- Kevin Hyde - Trombone
- Eric Krasno - guitare
- Bob Tis - percussions
- Duane Trucks - percussions